# Dynetics X-61 Gremlins
Die Dynetics X-61 Gremlins ist ein experimentelles unbemanntes Luftfahrzeug (UAV), welches von der US-amerikanischen Firma Dynetics entwickelt wurde.

## Entwicklung
Die X-61 stammt aus dem DARPA Gremlins-Programm und ist ein Erprobungsträger für ein wiederverwendbares, kostengünstiges UAV mit digitaler Flugsteuerung und Navigationssystemen. Es kann nach seiner Mission von einem modifizierten Transportflugzeug in der Luft geborgen werden. Dynetics war eines von vier Unternehmen, das 2016 einen Phase-I-Auftrag für das Programm erhielt, und gewann den Phase-III-Auftrag im April 2018. Die X-61A wird von einem Williams F107-Turbofantriebwerk angetrieben und kann eine Vielzahl von Nutzlasten tragen, darunter elektrooptische Sensoren, Infrarot-Bildgebung, Systeme zur elektronischen Kriegsführung und Waffen. Es wurde entwickelt, um mit vorhandener Start- und Bodenunterstützungsausrüstung kompatibel zu sein. Das UAV ist halbautonom, sodass ein Controller entweder von einem Begleitflugzeug oder am Boden bis zu acht X-61A gleichzeitig steuern kann.

## Geschichte
Bis Januar 2020 wurden fünf X-61A Gremlins gebaut. Am 5. Juli 2019 beschädigte ein Erdbeben in der Nähe des China Lake einige der Testgeräte der ersten X-61A, was das Programm verzögerte. Der erste gefesselte Flug einer X-61A fand mit Hilfe einer Lockheed C-130A Hercules im November 2019 statt. Der erste Freiflug der X-61A wurde am 17. Januar 2020 durchgeführt. Der Flug war zwar erfolgreich, das Flugzeug ging jedoch verloren, da der Hauptfallschirm nicht auslöste. Die vier verbleibenden Fahrzeuge sind noch einsatzbereit. Im August 2020 gab das Unternehmen bekannt, einen zweiten Testflug absolviert zu haben, bei dem das Flugzeug erfolgreich per Fallschirm geborgen wurde. Der Flug dauerte über zwei Stunden und beinhaltete einen Rendezvous- und Formationsflug mit einer als Mutterschiff eingesetzten C-130. Bei weiteren Tests flogen zwei Gremlins autonom in Formation. Während ein UAV beim Bergeversuch in der Luft zerstört wurde, war ein weiterer Versuch der Bergung durch eine C-130 erfolgreich.

## Technische Daten
| Kenngröße             | Daten                                                |
| --------------------- | ---------------------------------------------------- |
| Länge                 | 4,2 m                                                |
| Spannweite            | 3,47 m                                               |
| Rumpfbreite           | 0,57 m                                               |
| Höhe                  | 0,52 m                                               |
| Leermasse             | k. A.                                                |
| Nutzlast              | 65,7 kg                                              |
| max. Startmasse       | 680 kg                                               |
| Höchstgeschwindigkeit | Mach 0,6                                             |
| Dienstgipfelhöhe      | k. A.                                                |
| Reichweite            | 560 km                                               |
| Triebwerk             | ein Williams F107-Turbofantriebwerk mit 3,1 kN Schub |